# Der Schattengänger
Der Schattengänger ist ein Thriller von Monika Feth. Das Buch ist 2009 im Verlag cbj erschienen. Der Schattengänger ist das vierte Buch der Reihe rund um Jette und Merle.

## Inhalt
Imke Thalheim, Jettes Mutter und erfolgreiche Krimiautorin, bekommt einen Brief von einem Fan. Darin schreibt der Fan, dass er sie liebt und dass er sie kriegen wird. Imke fühlt sich von ihm bedroht und wendet sich an Kommissar Bert Melzig. Dieser rät ihr Anzeige gegen Unbekannt zu erstatten, was Imke schließlich auch macht. Der Stalker schreibt ihr trotzdem weiterhin Briefe und E-Mails und ruft sie auch an.
Währenddessen suchen Jette und Merle nach einem größeren Haus, da sich ihre WG durch Mina, Ilka und Mike vergrößert hat. Sie finden schließlich einen alten Bauernhof, und bei der Besichtigung verliebt sich Jette in den Studenten Luke Tadikken.
Der Stalker terrorisiert Imke weiterhin. Er bricht sogar in ihr Haus ein. Die Polizei findet aber keinerlei Fingerabdrücke. Bert Melzig ist ratlos. Imke hat Jette noch nicht erzählt, dass sie bedroht wird, weil sie nicht will, das Jette schon wieder in Gefahr gerät. Schließlich beschließt Imke für eine Weile unterzutauchen, um dem Stalker zu entkommen, und sie muss Jette von den Ereignissen erzählen.
Vor ihrer Abreise möchte Imke eine Bürokraft einstellen, die sich um alles kümmert, während sie weg ist. Einer der Bewerber ist Luke Tadikken. Imke entscheidet sich für ihn. Als Jette das herausfindet, ist sie enttäuscht. Sie glaubt, dass Luke sich nur mit ihr getroffen hat, weil sie die Tochter einer bekannten Bestsellerautorin ist.
Als Manuel, der Stalker, bemerkt, dass Imke für ihn unauffindbar ist, bricht er noch einmal in ihr Haus ein. Dort trifft er auch Imkes Haushaltshilfe und, da sie ihm nicht sagen kann, wo sich Imke aufhält, bringt er sie um. Jette findet die tote Frau und ruft Bert Melzig an. Wieder werden keine Hinweise darauf gefunden, wer der Stalker ist. Imke will daraufhin zurück nach Bröhl kommen, Melzig kann sie aber davon überzeugen, dass das genau das wäre, was sich der Stalker erhofft.
Manuel weiß nicht mehr weiter und tötet den Bussard, der für Imke immer ein Beschützer war. Als Imke dann noch immer nicht zurückkommt, beschließt er Jette zu benutzen. Außerdem verfolgt er auch Merle und zerschneidet ihre Fahrradreifen.
Jettes altes Auto ist mittlerweile kaputt, und sie sucht nach einem anderen Gebrauchtwagen. Sie wird in der Werkstatt fündig, in der Manuel arbeitet. Nicht wissend, dass Manuel der Stalker ihrer Mutter ist, macht sie mit ihm gemeinsam eine Kontrollfahrt. Manuel entführt Jette, um Imke zur Rückkehr zu zwingen. Sein Plan geht auf, und Imke geht auf seinen Vorschlag ein, sich selbst gegen Jette auszutauschen.
Jette und Imke können schließlich entkommen, und Manuel wird erschossen. Die offizielle Version ist, dass Manuels Waffe geladen war und sich ein Schuss gelöst habe. Jette meint aber, dass genauso ihre Mutter geschossen haben könnte.

## Kritik
- „Vielschichtiges, packendes Lese-Muss.“ (Westdeutsche Zeitung)
- „In gewohnt atemberaubender Weise erzählt Monika Feth den vierten Teil der Jette-Thriller.“ (Aachener Zeitung)
- „Keine billigen Effekte, einfach gut geschrieben und zum sofortigen Verschlingen geeignet.“ (Saarbrücker Zeitung)

## Weitere Bücher der Reihe
- Der Erdbeerpflücker  (2003)
- Der Mädchenmaler  (2005)
- Der Scherbensammler  (2007)
- Der Sommerfänger  (2011)
- Der Bilderwächter (2013)
- Der Libellenflüsterer (2015)